# Marina d'Arechi
Il Marina d'Arechi è un porto-isola al largo della costa sud di Salerno, vicino allo Stadio Arechi, progettato dall'architetto Santiago Calatrava. Fa parte dei tre porti che ci sono a Salerno: il maggiore sarebbe il Porto di Salerno ad uso commerciale e crocieristico, il secondo sarebbe il Marina d'Arechi per yachts ed imbarcazioni maggiori, mentre il terzo sarebbe il Porto Masuccio per piccole-medie barche e con funzioni turistiche per collegamenti colle due costiere.

## Storia
Le linee programmatiche per lo sviluppo del sistema integrato della portualità turistica approvate nel 2002 dalla Regione Campania indicarono che, per la città di Salerno fosse opportuno potenziare l'offerta diportistica anche attraverso la realizzazione di nuovi interventi tipo “marina urbano” che potessero coniugare l'offerta nautica con la riqualificazione e rifunzionalizzazione dell'area cittadina su cui insistono.
L'ambito territoriale prescelto per l'intervento che si propose, fu indicato da un “Protocollo di Intesa per lo sviluppo e la razionalizzazione della portualità turistica e del sistema dei trasporti via mare nell'ambito salernitano” tra Regione Campania, Comune di Salerno e Autorità Portuale
di Salerno stipulato a Napoli il 14 febbraio 2003. Tale protocollo prevedeva, secondo anche quanto previsto dal PRG, la realizzazione di un Marina da 1 000 posti barca nello spazio antistante lo stadio Arechi.
Promotore del progetto di finanza fu la società “Salerno Container Terminal SpA” guidata dal salernitano Agostino Gallozzi che, nel 2008, firmò una convenzione con la Regione Campania per l'avvio delle procedure di realizzazione e annunciando, come progettista delle opere a terra, l'architetto catalano Santiago Calatrava mentre per le opere a mare l'ing. Guglielmo Migliorino.
Il 9 luglio 2010 si tenne la cerimonia di inizio dei lavori. Prima della reale partenza del cantiere, avvenuta a settembre 2010, inoltre, l'imprenditore Gallozzi siglò un protocollo di legalità con la Dia in Prefettura, al fine di ottenere il massimo controllo possibile dei lavori e delle ditte interessate ed evitare infiltrazioni criminali o sospette. A fine settembre 2011 si tenne la cerimonia di alzabandiera per la conclusione dei lavori di realizzazione della diga foranea.
Il 7 giugno 2012, alla presenza del presidente del Gallozzi Group, Agostino Gallozzi, del sindaco di Salerno De Luca e di tutte le autorità provinciali e regionali, nonché di rappresentanti nazionali, sono stati inaugurati i primi 480 posti barca. Nel luglio 2013 ha aperto l'impianto di carburante fornito di 14 erogatori.
Il 5 agosto 2013 venne inaugurata un'area di 7 000 metri quadrati adibita alle attività di varo, alaggio, rimessaggio, manutenzione e refitting ed un travel lift capace di sollevare imbarcazioni fino a 220 tonnellate.
Marina d'Arechi ha ricevuto anche la visita di due presidenti del Consiglio italiani: Mario Monti il 1º febbraio 2013 e Matteo Renzi il 22 maggio 2015.
Dal 2016 al Marina si tiene un salone nautico chiamato Salerno Boat Show.
Nel 2018 si sono concluse le opere a mare, mentre l'avvio delle opere a terra non è ancora definito ma in fase di realizzazione (2024).

## Il progetto

### Opere a mare
Il progetto definitivo delle opere a mare è stato redatto dall'ing. Guglielmo Migliorino, riutilizzando l'intuizione del progetto del 2004 prevedendo un porto staccato dalla linea di costa. Il Marina è stato sottoposto ad approfonditi studi meteomarini, realizzati dall'Istituto di ricerca HR Wallingford UK, per certificarne la tenuta al mare, il comfort all'ormeggio, la rispondenza ai più alti requisiti di protezione e sicurezza. Con 1 000 posti barca da 10 a 100 metri e uno specchio acqueo complessivo di 340 000 m², è uno dei maggiori marina del Mediterraneo.

### Opere a terra
Nel 2008 il Gruppo Gallozzi commissionò all'architetto Santiago Calatrava il progetto per la realizzazione di un club nautico e di un ponte di connessione tra il Marina e la terraferma.

#### Il club nautico
La struttura sarà posizionata al centro di un bacino largo 30 metri tra la terraferma e il Marina, coprendo una superficie di 7 000 m². Il complesso, alto 20 metri, ha in pianta la forma di uno yacht, con quattro piano ed un grande terrazzo al terzo livello. La principale via di circolazione all'interno della struttura è una galleria arcata esterna che corre per tutta la sua lunghezza. Le facciate esterne sono state disegnate con un sistema di lamelle mobili per proteggere l'edificio dal sole. Inizialmente destinato a ristoranti e attività commerciali, nel 2016 è stato annunciato che ospiterà un hotel a 5 stelle.

#### Il ponte
Il ponte sospeso strallato è lungo circa 105 metri e largo 10. Funge sia da collegamento tra Marina e terraferma sia come via d'accesso al club nautico, dividendo il traffico veicolare da quello pedonale con due ponti più piccoli. Il ponte è mantenuto da un intreccio di 16 cavi sospesi collegati ad un pilone di acciaio alto 100 metri. Lo stesso poi non verrà mai costruito.

#### Altre opere
Sulla terraferma saranno realizzati dei chioschi per attività commerciali e ristorative, un piccolo anfiteatro all'aperto, un parcheggio da 400 posti auto e un parco pubblico.